# 水島 (熊本県)

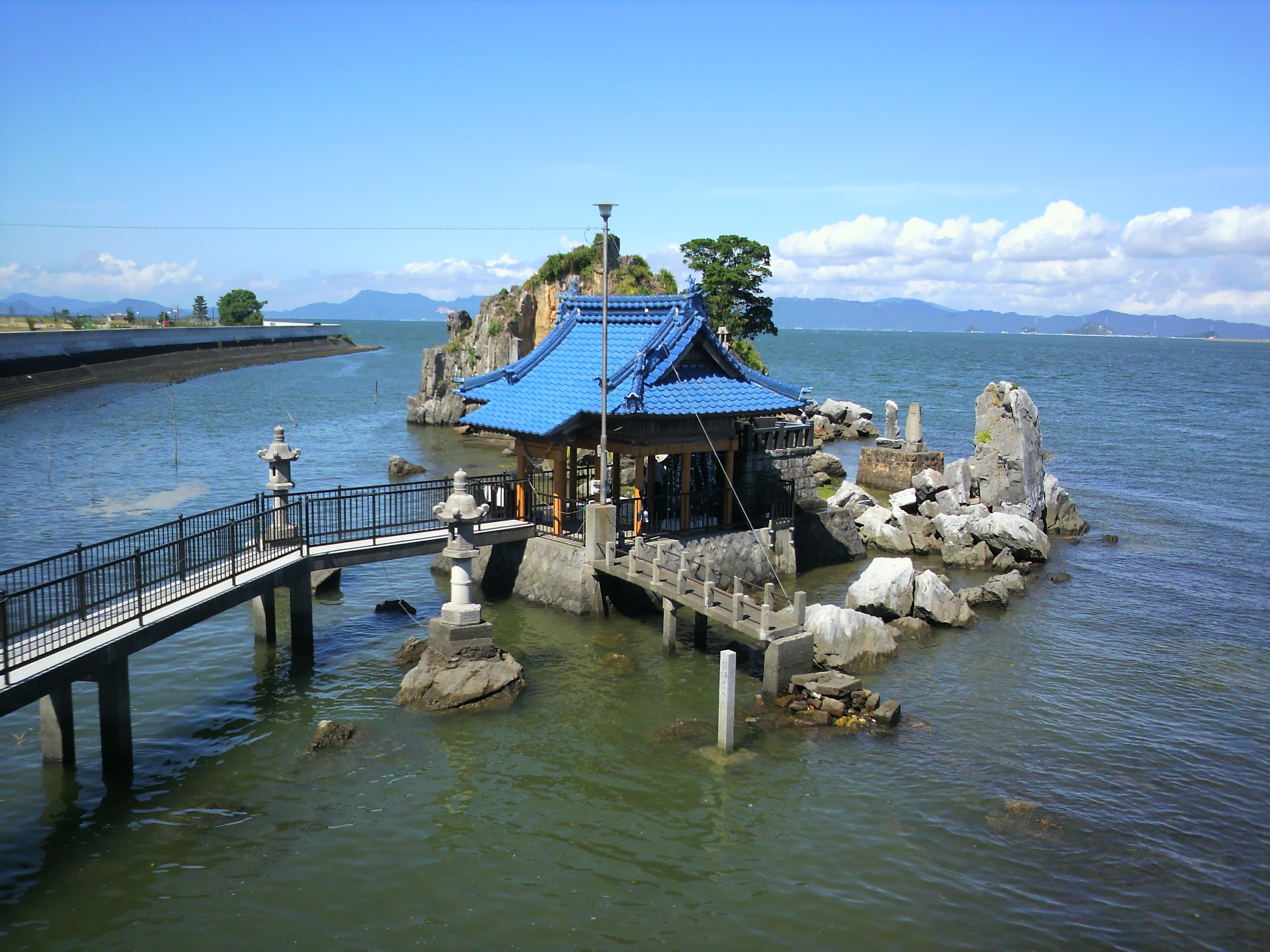
水島

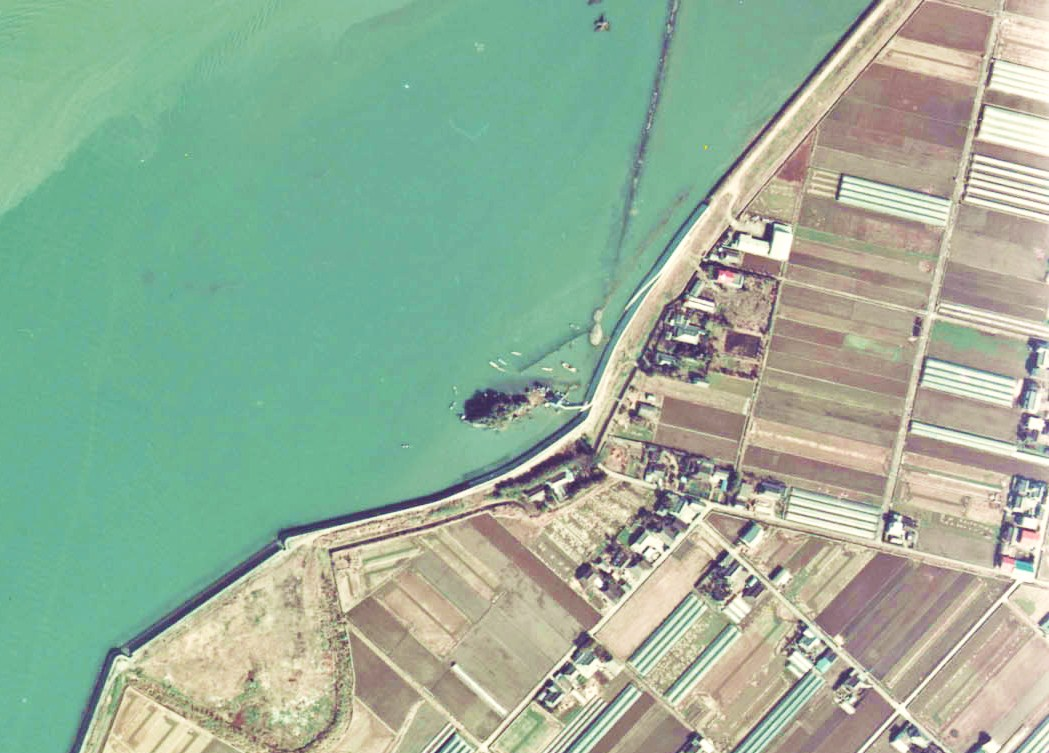
水島の空中写真。（1974年撮影）
画像中央の堤防に隣接する小島が水島である。

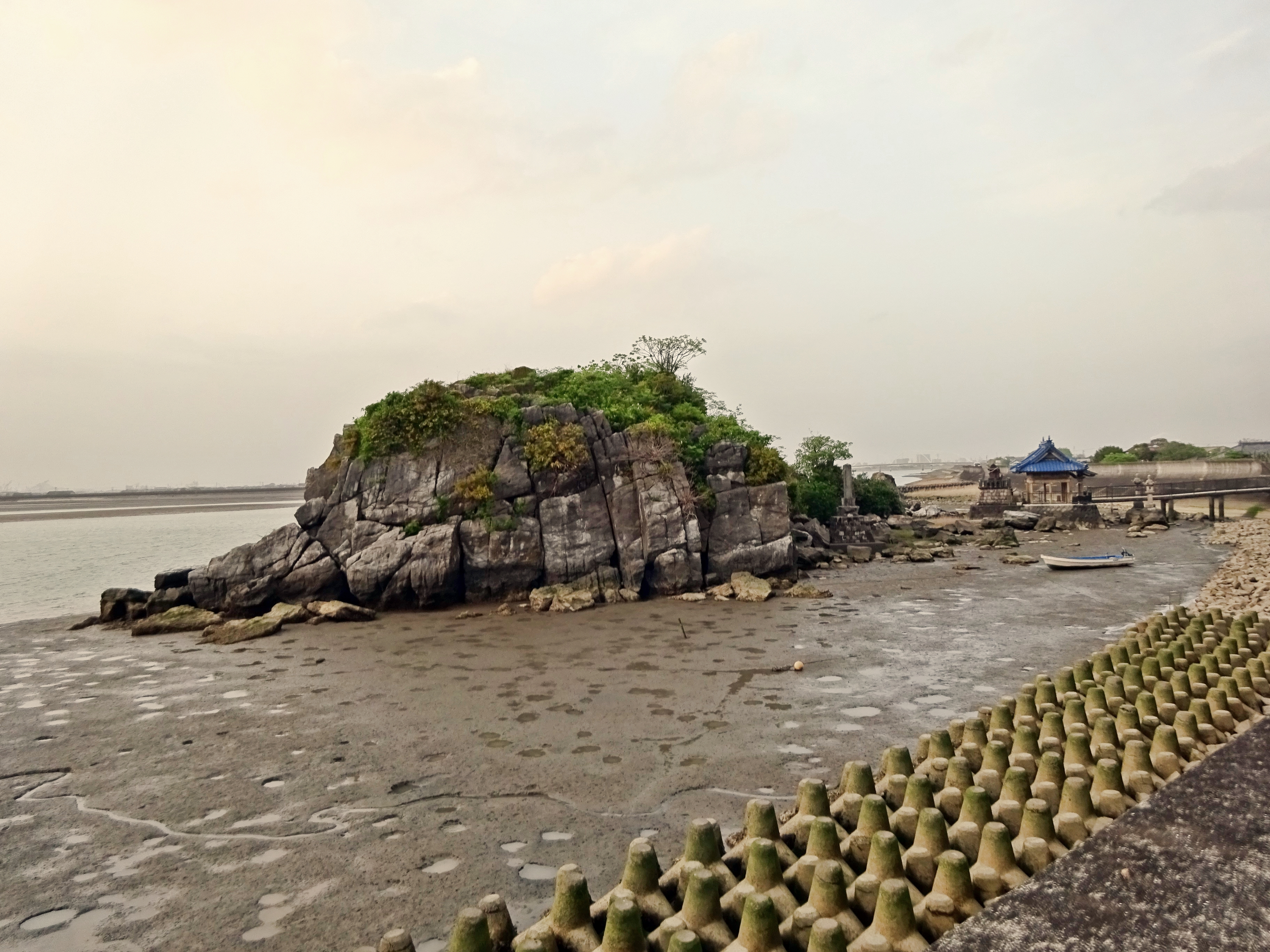
干潮時の水島

水島（みずしま）は、熊本県八代市植柳下町・水島町に位置し、球磨川河口の堤防近くにある無人島。
2004年10月22日、熊本県指定名勝に指定、2009年には国の名勝に指定された。堤防から島まで小さな橋が架かり、常時渡島できる。

## 伝説
景行天皇が九州を巡幸し芦北の小島で休息して食事をしようとした折、水が無かったため小左と申す者が天地の神々に祈ったところ、冷水が湧き出し天皇に献上できた。故にここを「水島」と呼ぶ、と『日本書紀』景行天皇十八年四月十八日条に記述がある。工業用水などの汲み上げにより1955年頃に湧水は涸れてしまい、故地には石碑が残るのみとなっている。
『県風土記』球磨の里に「県の乾のかた七里、海中に嶋あり。積さ七十里ばかりなり。名づけて水嶋と曰ふ」とある。

## 水島を詠んだ歌
- 「聞きし如まこと貴く奇しくも神さび居るかこれの水島」（長田王　万葉集3-245収録）

- 「葦北の野坂の浦ゆ船出して水島に行かむ波立つなゆめ」（長田王　万葉集3-246収録）

- 「波のうつ　水島の浦の　うつせ貝　むなしきからに　我や成らん」（曽根好忠　続後撰集収録）

## 交通アクセス
- 肥薩おれんじ鉄道線肥後高田駅よりタクシーで13分。
- 肥薩おれんじ鉄道線日奈久温泉駅より八代市乗合タクシーの日奈久温泉ライン（金剛経由）に乗車し「高植本町」下車、徒歩26分（2.1㎞）。
- 南九州自動車道八代南インターチェンジより5.5㎞。